# Vachellia erioloba
Espèce
Vachellia erioloba (« Camel thorn » ou « Giraffe thorn » en anglais, kameeldoring en afrikaans, traduisible par « acacia à girafe » du fait qu'il s'agit de leur nourriture principale dans les parties sèches du Kalahari) est une espèce de plantes à fleurs de la famille des Fabacées. C'est un arbre d'origine africaine.

## Description
Cette espèce peut atteindre une taille importante.

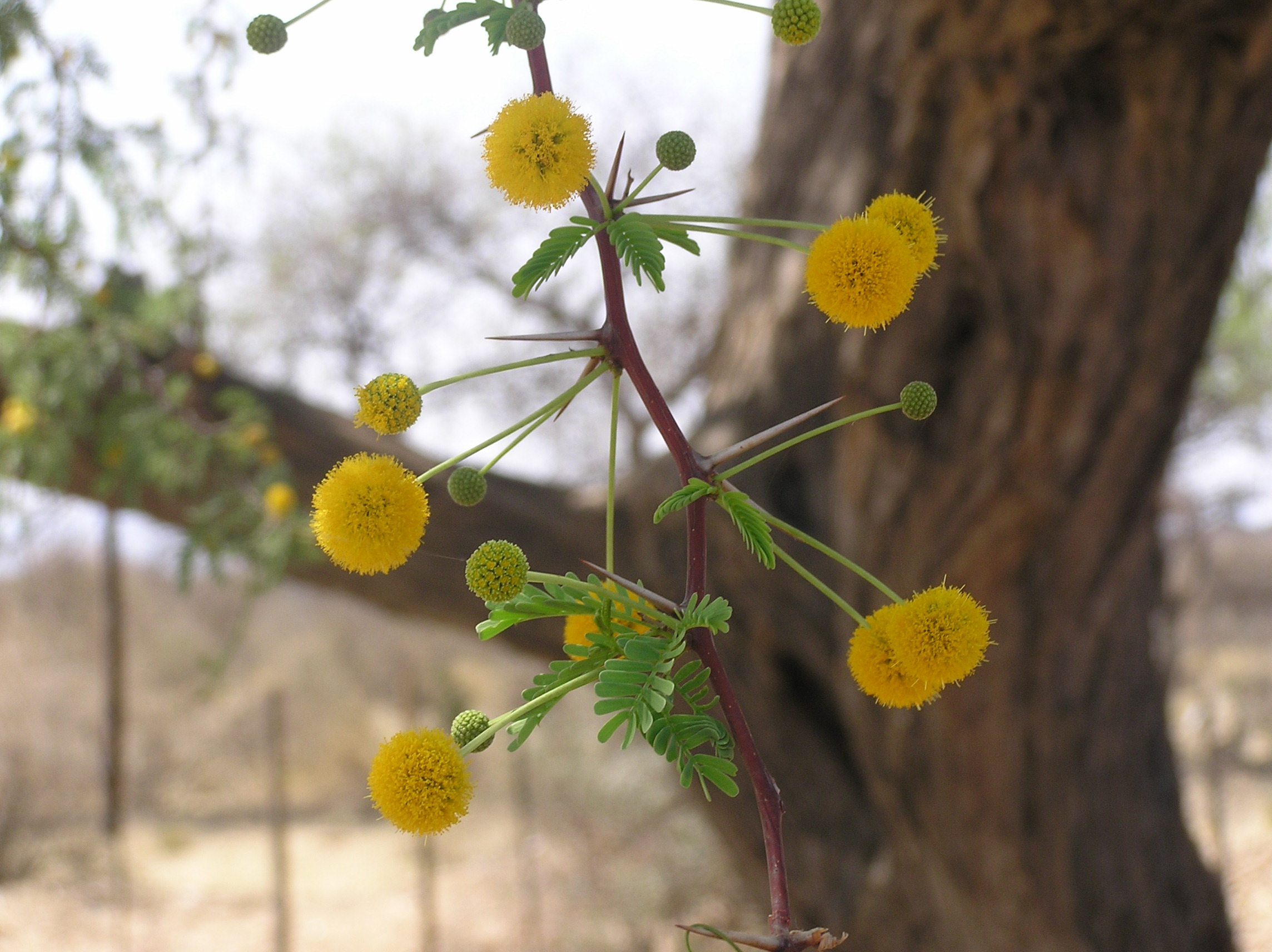
Fleurs, jeunes feuilles et épines de Vachellia erioloba.

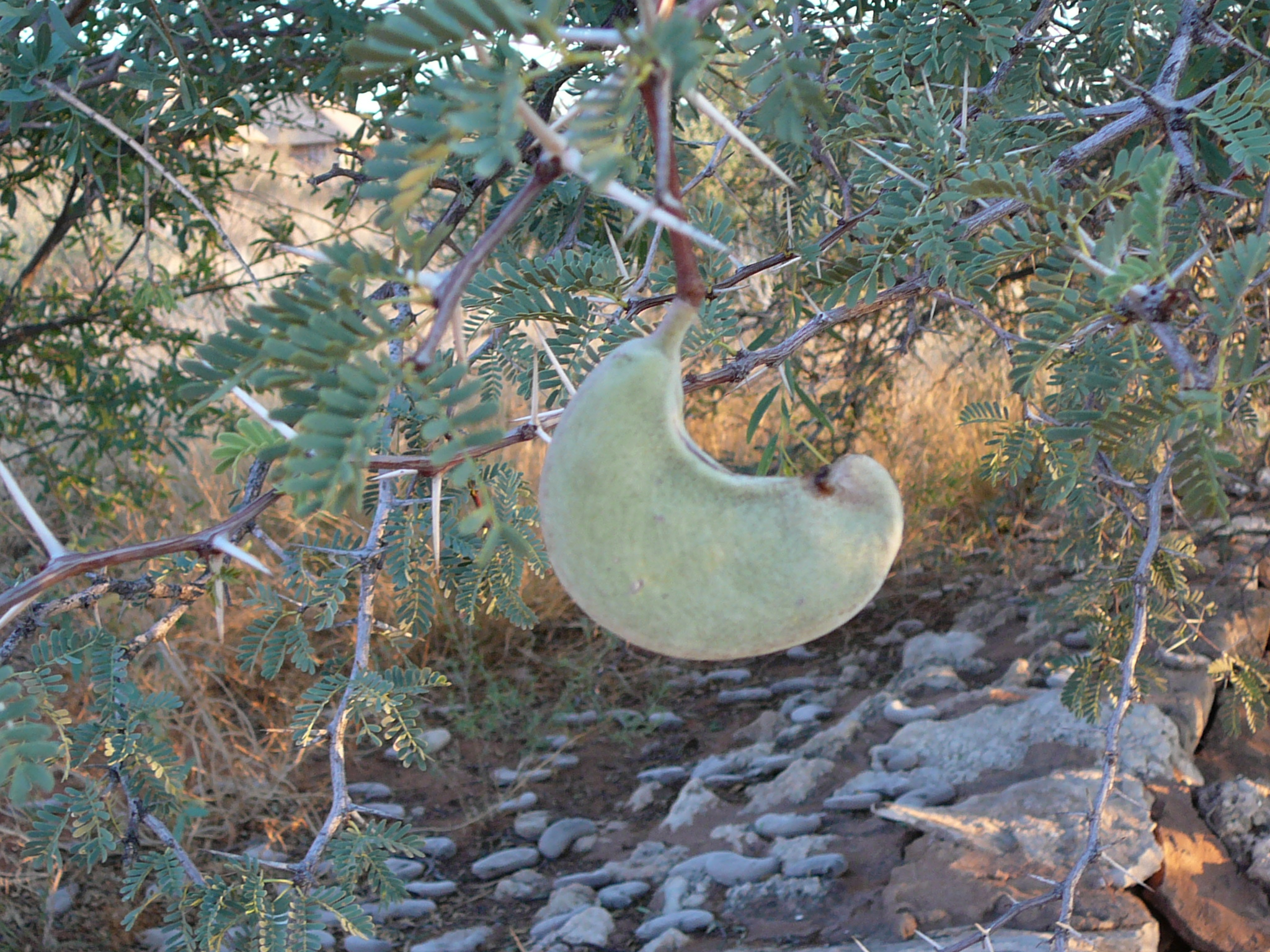
Cosse d'un Vachellia erioloba dans le Parc transfrontalier de Kgalagadi.

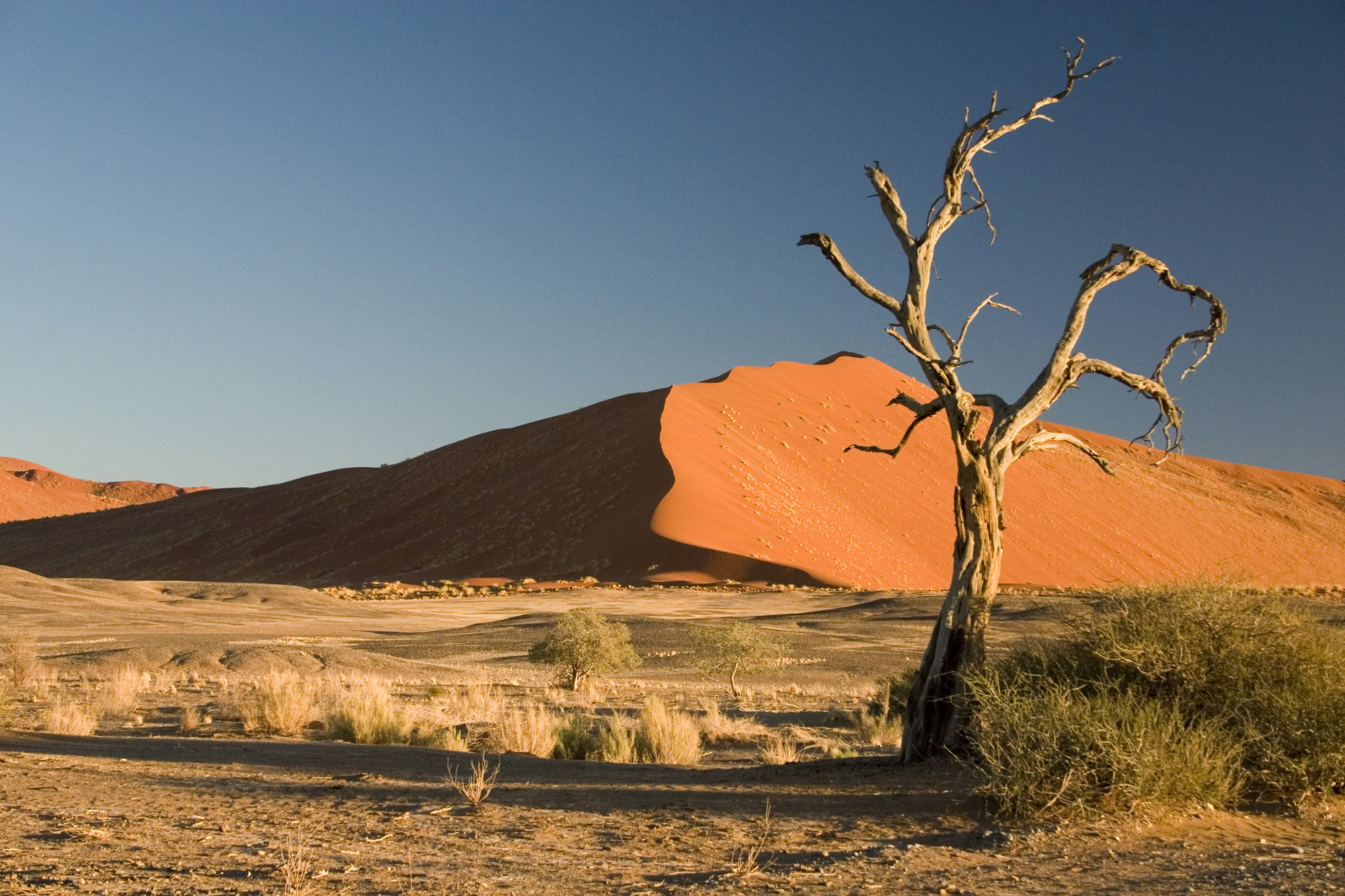
Un Vachellia erioloba dans la région de Sossusvlei, dans le Parc National du Namib Naukluft (Désert du Namib) en Namibie.

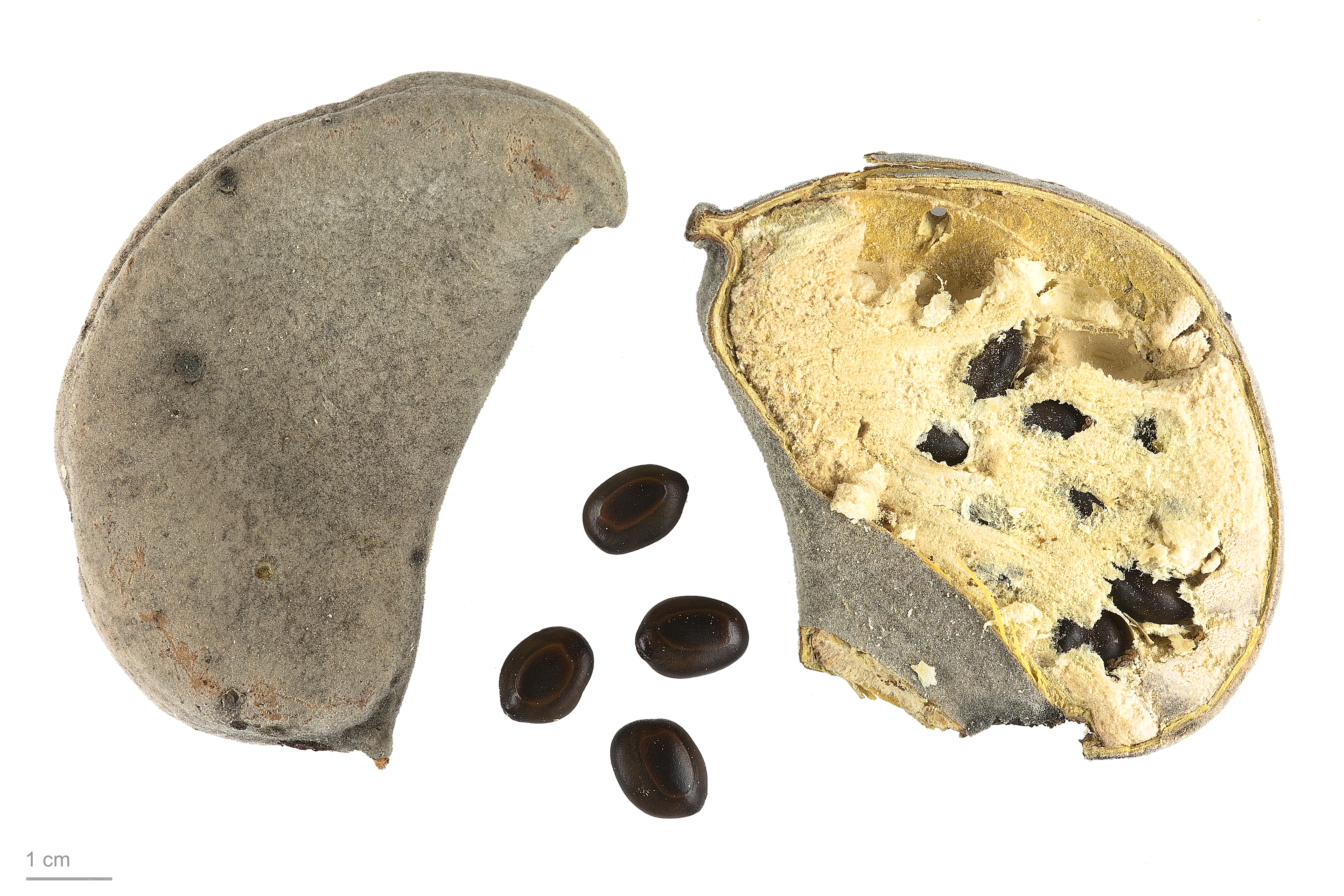
Vachellia erioloba au Muséum de Toulouse.

Ces acacias se présentent sous la forme de buissons de 2 m de haut, mais peuvent devenir des arbres de grande taille, pouvant atteindre 16 m de hauteur. Le tronc et les branches sont massifs. L'écorce est brune lorsqu'elle est jeune, mais grise, profondément sillonnée et se desquamant abondamment à maturité. La ramure est étalée, les branches touchent souvent le sol chez les plus vieux spécimens. L'espèce présente de longues épines presque droites, blanchâtres, situées par paires à la base des feuilles. Ces épines, à la base souvent renflée, mesurent jusqu'à 6 cm.
Les feuilles sont bipennées, vert sombre. Elles sont découpées en 2 à 5 paires de folioles, elles-mêmes découpées en 8 à 18 paires de très petits foliolules. Ces derniers sont glabres et présentent une nervure saillante sur leur face inférieure. 
La floraison a lieu à partir de la fin de l'hiver et peut se prolonger jusqu'à l'été. Les fleurs sont réunies en petites inflorescences sphériques, en forme de pompons parfumés jaune vif. Les cosses, veloutées, couvertes de poils gris, mesurent environ 13 cm de long pour 5 cm de large. Elles sont en forme de croissant ou de demi-cercles, aplaties latéralement. Elles contiennent une vingtaine de graines[réf. nécessaire] ovales et aplaties, brun sombre et vernissées. Les cosses contiennent une toxine qui disparaît à la maturité du fruit afin que les animaux ne les ingèrent qu'à maturité et puissent ainsi disperser les graines.

## Habitat et répartition
Cet acacia vit dans des conditions très difficiles, avec des chaleurs très élevées (parfois plus de 40 °C)[réf. nécessaire] et une humidité très faible. Ainsi, il est capable de pousser dans des régions ne recevant que 40 mm de pluie par an, et dans un sol sablonneux qui favorise l'évaporation. Cette espèce est dotée de racines s'enfonçant très profondément dans le sol, de plusieurs dizaines de mètres chez les plus vieux individus : la racine principale peut s'enfoncer jusqu'à 60 m de profondeur pour atteindre les nappes d’eau souterraines.
Vachellia erioloba est présent dans les parties les plus arides du désert du Kalahari : Nord de l'État-Libre et du Cap-du-Nord (Afrique du Sud), sud et est de la Namibie et Botswana.

## Rôle écologique
Les gousses sont une ressource alimentaire appréciée du bétail et de certains animaux sauvages tels que les éléphants, qui mâchent les cosses mais rejettent les graines dans leurs excréments. La gomme produite au niveau des blessures de l'arbre est aussi consommée par certains animaux. L'arbre est de plus pour la faune locale une source d'ombrage très appréciable dans les zones arides où il pousse.

## Nomenclature et systématique

### Synonyme
Cette espèce est aussi dénommée Acacia erioloba.

## Utilisation
Cette espèce est une ressource appréciable comme bois de chauffage. Sa gomme comestible peut être consommée par les humains comme nourriture, mais aussi être utilisée à des fins médicinales, de même que les gousses, l'écorce et les racines, le plus souvent en usage externe. Le bois est peu utilisé pour la fabrication d’objets, sauf l'écorce des racines, utilisée par les Bochimans pour fabriquer des carquois.